# بيونير 10

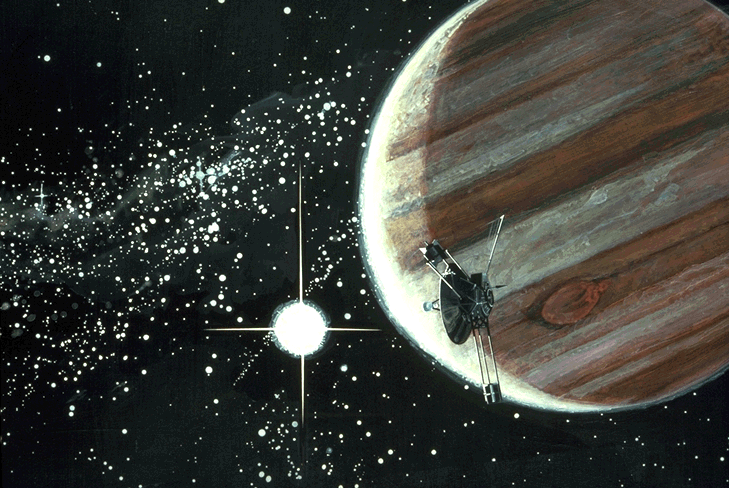
مفهوم فني لمحيط المشتري

بيونير 10 (Pioneer 10) ويطلق عليها أيضاً (بيونير إف) (Pioneer-F) كانَت المركبة الفضائيةَ الأولى التي سافرت عبر الحزامِ النجميِ الذي دخلته في 15 يوليو 1972 وذلك بغرض إنجاز مراقبة مباشرة للمشتري التي تمت في 3 ديسمبر 1973.
أُطلقَت المركبة من مجمع إطلاق محطة قوة كيب كنافرال الجويةِ 36أ (Cape Canaveral Air Force Station's Launch Complex 36A) في 2 مارس 1972.
أُطلق في 3 مارس 1972، الساعة 01:49:00 بالتوقيت العالمي المنسق (2 مارس بالتوقيت المحلي)، بواسطة صاروخ أطلس-سنتور من كيب كانافيرال، فلوريدا. بين 15 يوليو 1972 و15 فبراير 1973، أصبح أول مركبة فضائية تعبر حزام الكويكبات. بدأ تصوير كوكب المشتري في 6 نوفمبر 1973، على مدى 25 مليون كيلومتر (16 مليون ميل)، وتم إرسال حوالي 500 صورة. كان أقرب اقتراب من الكوكب في 3 ديسمبر 1973، على مدى 132,252 كيلومتر (82,178 ميل). خلال المهمة، استُخدمت الأدوات الموجودة على متن المركبة لدراسة حزام الكويكبات، والبيئة المحيطة بالمشتري، والرياح الشمسية، والأشعة الكونية، وفي النهاية أقصى أطراف النظام الشمسي والغلاف الشمسي.Richard O. Fimmel; William Swindell; Eric Burgess (August 1974). Pioneer Odyssey: Encounter with a Giant. NASA. 20190002224. Retrieved July 6, 2011.

## أهداف المركبة الفضائية (بيونير 10)

Pioneer 10 و Pioneer 11 ، مقارنة بين حجمهما وحجم الإنسان.

أهداف المركبة كانت أَن تدرس الحقول المغناطيسية للكواكب والحقول المغناطيسية الكوكبية واجراء قياسات وجمع معلومات عن الرياح الشمسية ودراسة الأشعة الكونية؛ منطقة انتقال الهليوسفير، وفرة الهيدروجينِ المحايدة، (توزيع الهيدروجين، الحجم، الكتلة، الجريان، وسرعة جزيئاتِ الغبارِ) ؛ ودراسة  جو المشتري والبعض مِنْ أقماره الطبيعية ولتَصوير المشتري وأقماره الطبيعية.

## المهمة
أصبحَت بيونير 10 المركبة الفضائيةَ الأولى التي مرت بمحيط كوكب المشتري في ديسمبر/كانون الأول عام 1973. ثم أنجزت المركبة تحقيقاتَ علميةَ ثمينةَ في المناطقِ الخارجية من نظامنا الشمسي حتى نهاية مهمّتِها في الواحد والثلاثين من شهر مارس 1997، حيث عبرت من حزام الكويكبات ووصلت إلى المشترى لتلتقط أول صور قريبة له. وقد واصلت المركبة الرحلة لتصبح أول جسم من صنع البشر يخرج خارج حدود المجموعة الشمسية. واستمرت بيونير في طريقها لتصبح أبعد جسم صنعه البشر (إلى أن تخطتها المركبة فوياجر 1 بعد ذلك). ما زالت تعمل بكفاءة في آخر اتصال ناجح بها في 27 أبريل 2002، حيث استقبلت ناسا 33 دقيقة من المعلومات من المركبة وهي على مسافة حوالي 80 وحدة فلكية (أي أبعد من المسافة بين الأرض والشمس 80 مرة) . وفي يناير 2003 وصلت إشارة ضعيفة جدا من المركبة وغير واضحة. بعد ذلك تمت عدة محاولات للاتصال بالمركبة دون جدوى.

## امداده بالطاقة

مولدات الطاقة الحرارية الراديوية (RTGs) مثبتة على ذراع تمديد لكل من بايونير 10 وبايونير 11.

مولدات الطاقة الحرارية الكهربائية SNAP-19 مثبتة على ذراع تمديد لكل نسخة من بايونير 10 وبايونير 11
تستخدم بايونير 10 أربعة مولدات طاقة حرارية كهربائية تعمل بالنظائر المشعة (RTGs) من طراز SNAP-19. تُثبّت هذه المولدات على دعامتين ثلاثيتي القضبان، يبلغ طول كل منهما 3 أمتار (9.8 قدم) وتفصل بينهما زاوية 120 درجة. كان من المتوقع أن تكون هذه المسافة آمنة بالنسبة للتجارب العلمية الحساسة التي تُجرى على متن المركبة. وفّرت مولدات الطاقة الحرارية الكهربائية مجتمعةً 155 واط عند الإطلاق، وانخفضت إلى 140 واط أثناء انتقالها إلى كوكب المشتري. احتاجت المركبة الفضائية إلى 100 واط لتشغيل جميع أنظمتها.   تعمل المولدات بوقود النظائر المشعة البلوتونيوم-238، الموجود في كبسولة متعددة الطبقات محمية بدرع حراري من الجرافيت.
كان شرط ما قبل الإطلاق لمولد الطاقة الحرارية الكهربائية SNAP-19 هو توفير الطاقة لمدة عامين في الفضاء؛ تم تجاوز هذا الحد بشكل كبير خلال المهمة. يبلغ عمر النصف للبلوتونيوم-238 87.74 عامًا، لذا بعد 29 عامًا، بلغ الإشعاع الناتج عن مولدات النظائر المشعة الكهروضوئية (RTGs) 80% من شدته عند الإطلاق. ومع ذلك، أدى التدهور المستمر في وصلات المزدوجات الحرارية إلى انخفاض أسرع في توليد الطاقة الكهربائية، وبحلول عام 2001، بلغ إجمالي الطاقة الناتجة 65 واط. ونتيجة لذلك، لم يكن من الممكن تشغيل سوى أجهزة مختارة في وقت واحد خلال المهمة.

## لوح بايونير

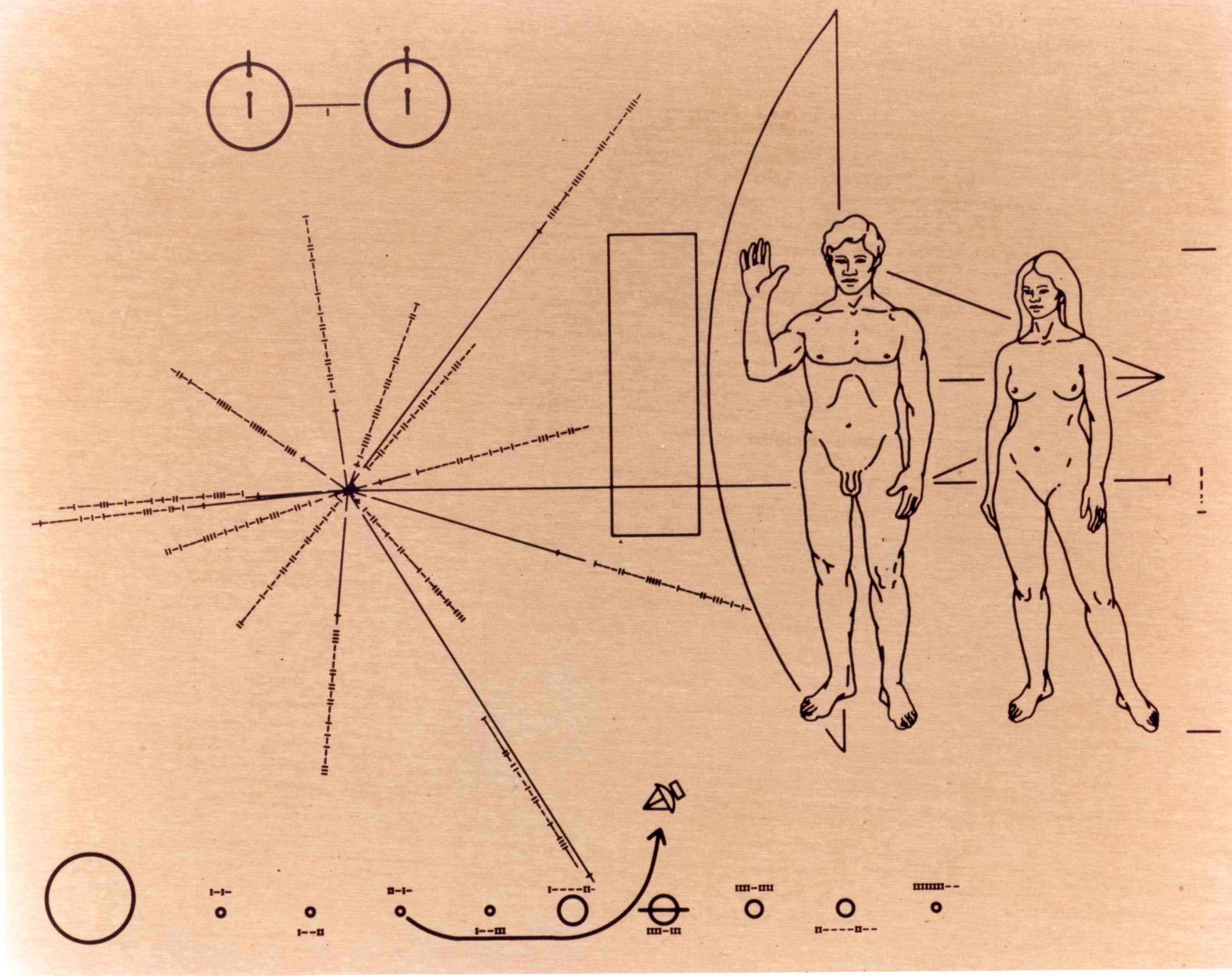
لوح بايونير

يحمل كل من بيونير 10، وبيونير 11 لوحًا من الألومنيوم المطلي بالذهب وهو يمثل رسالةً في حالة إيجاد هذين المسبارين بواسطة أي أشكال من الحياة الذكية في الأنظمة الكوكبية الأخرى. يضم كل لوح شكلين عاريين للجسد البشري؛ الذكري والأنثوي، بالإضافة إلى العديد من الرموز المصممة لتكون مصدرًا للمعلومات حول أصل هذه المركبة الفضائية.

## مواجهة مع المشتري
في 6 نوفمبر 1973، كانت المركبة الفضائية "بايونير 10" على بُعد 25 مليون كـm (16 مليون mi) من كوكب المشتري. بدأ اختبار نظام التصوير، واستقبلت شبكة الفضاء العميق البيانات بنجاح. ثم حُملت سلسلة من 16,000 أمر إلى المركبة الفضائية للتحكم في عمليات التحليق فوق المشتري خلال الستين يومًا التالية. تم عبور مدار القمر الخارجي سينوب في 8 نوفمبر. وصلت صدمة القوس المغناطيسية لكوكب المشتري في 16 نوفمبر، كما يتضح من انخفاض سرعة الرياح الشمسية من 451 كم/ثانية إلى 225 كم/ثانية. تم تجاوز الفاصل المغناطيسي بعد يوم واحد. أكدت أجهزة المركبة الفضائية أن المجال المغناطيسي للمشتري منعكس مقارنةً بالمجال المغناطيسي للأرض. بحلول 29 نوفمبر، كانت مدارات جميع الأقمار الخارجية قد تجاوزت مداراتها، وكانت المركبة الفضائية تعمل بسلاسة.
تم توليد صور حمراء وزرقاء لكوكب المشتري بواسطة مقياس الاستقطاب الضوئي التصويري، حيث حمل دوران المركبة الفضائية مجال رؤية الجهاز عبر الكوكب. تم دمج هذين اللونين الأحمر والأزرق لإنتاج صورة خضراء مصطنعة، مما سمح بمزيج ثلاثي الألوان لإنتاج الصورة المُقدمة. في 26 نوفمبر، تم استقبال ما مجموعه 12 صورة من هذا القبيل على الأرض. بحلول 2 ديسمبر، تجاوزت جودة الصورة أفضل الصور الملتقطة من الأرض. تم عرض هذه الصور في الوقت الفعلي على الأرض، وحصل برنامج بايونير لاحقًا على جائزة إيمي لهذا العرض لوسائل الإعلام. أنتجت حركة المركبة الفضائية تشوهات هندسية كان لا بد من تصحيحها لاحقًا بواسطة المعالجة الحاسوبية. خلال اللقاء، تم إرسال ما مجموعه أكثر من 500 صورة.

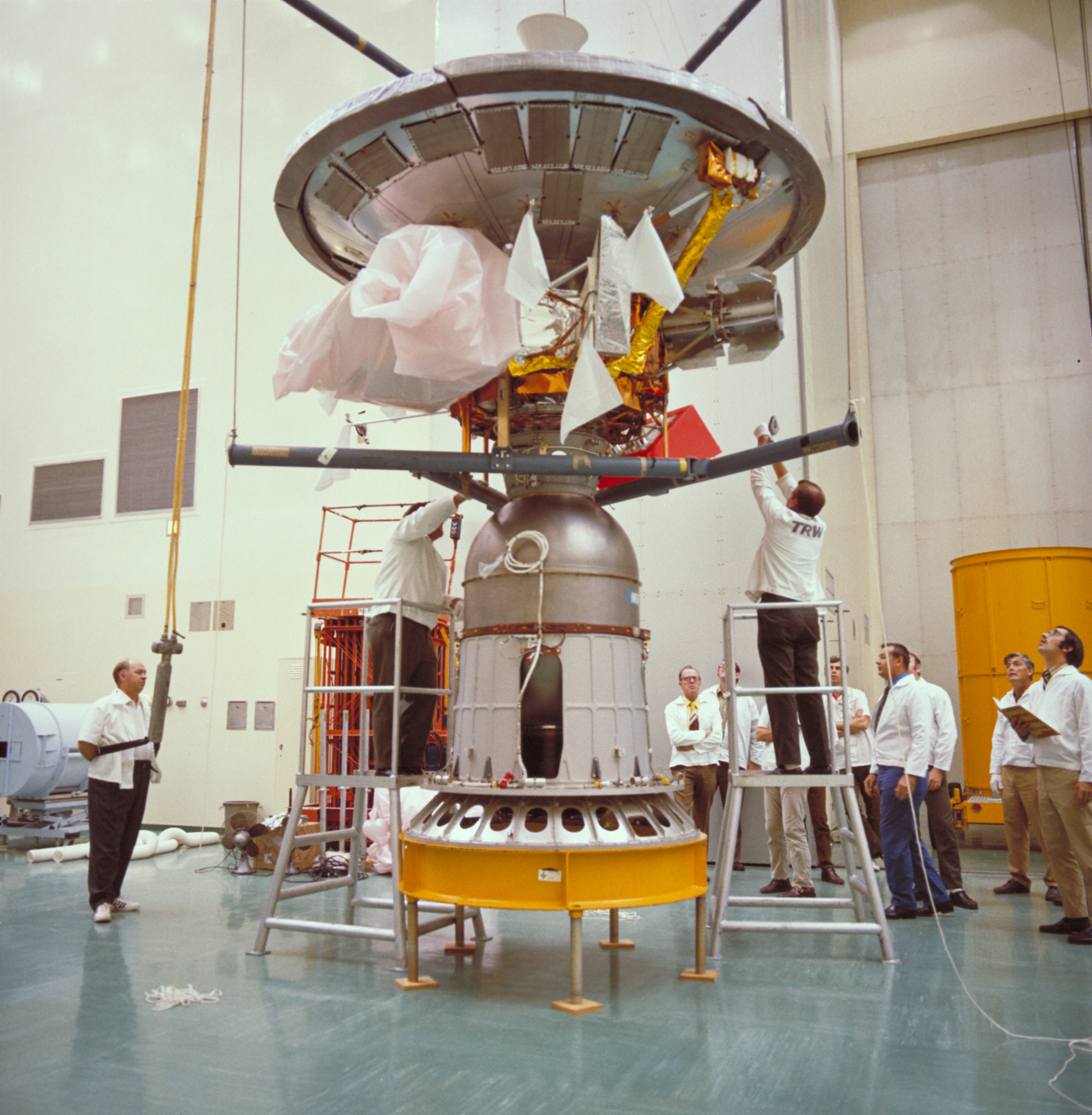
بايونير 10 على محرك ركل ستار-37إي قبل تغليفه للإطلاق (فبراير 1972)

أخذ مسار المركبة الفضائية على طول خط الاستواء المغناطيسي لكوكب المشتري، حيث تركز إشعاع الأيونات. إن ذروة تدفق إشعاع الإلكترونات هذا أقوى بـ 10000 مرة من أقصى إشعاع حول الأرض. مرت بايونير 10 عبر الأحزمة الإشعاعية الداخلية في غضون 20 RJ، حيث تلقت جرعة متكاملة من 200000 راد من الإلكترونات و56000 راد من البروتونات (بالمقارنة، فإن جرعة الجسم بالكامل البالغة 500 راد قاتلة للبشر).[46] كان مستوى الإشعاع في كوكب المشتري أقوى بعشر مرات مما توقعه مصممو بايونير، مما أدى إلى مخاوف من أن المسبار لن ينجو. بدءًا من 3 ديسمبر، تسبب الإشعاع حول كوكب المشتري في توليد أوامر خاطئة. تم تصحيح معظمها بأوامر طارئة، ولكن فقدت صورة لآيو وبعض اللقطات المقربة لكوكب المشتري. ستُصدر أوامر خاطئة مماثلة عند الخروج من الكوكب.[42] ومع ذلك، نجح بايونير 10 في التقاط صور لقمري جانيميد وأوروبا. أظهرت صورة جانيميد خصائص بياض منخفضة في المركز وبالقرب من القطب الجنوبي، بينما بدا القطب الشمالي أكثر سطوعًا. كان أوروبا بعيدًا جدًا بحيث لم تتمكن من التقاط صورة مفصلة، على الرغم من ظهور بعض المعالم الواضحة.

رسوم متحركة لمسار بايونير 10 من 3 مارس 1972 إلى 31 ديسمبر 1975
Pioneer 10•
Earth•
المشتري

أختير مسار بايونير 10 ليمر خلف آيو، مما يسمح بقياس تأثير انكسار الطيران للقمر على توريات تتفاعل. أظهر هذا أن الأيونوسفير الخاص بالمر كانت على ارتفاع حوالي 700 كيلومتر (430 ميلًا) فوق سطح النهار، وأن كثافتها يصل ما بين 60,000 إلكترون لكل سم مكعب على الجانب النهاري و9,000 إلكترون لكل سم مكعب على الجانب الليلي. ومن غير المعروف أن آيو كان موجوداً داخل سحابة من الأكسجين المؤثر لنحو 805,000 كيلومتر (500,000 ميل)، والمعروف فقط 402,000 كيلومتر (250,000 ميل). ويُعتقد أنه رُصدت أصغر، لطولها 110,000 كيلومتر (68,000 ميل)، بالقرب من أوروبا.
 لم تحدد ناسا مسارًا لكوكب المشتري، والذي سيؤثر على المقلاع كمركب النظام الشمسي، إلا بعد أن اجتازت بايونير 10 حزام الكويكبات. كانت بايونير 10 أول قنوات فضائية تحاول القيام بمثل هذه المناورة، كنموذج للمستقبل. لم تكن هذه المهمة المُتميزة مُدرجة في الاقتراحات بالأسماء، ولكن تم التخطيط لها مسبقًا بشكل غير مسبوق.
عند تحديدها، وصلت سرعة المركبة الفضائية إلى 132,000 كم/ساعة (82,000 ميل/ساعة؛ 37,000 متر/ثانية)، واقتربت من مسافة 132,252 كيلومترًا (82,178 ميلًا) من الهواء الخارجي للمشتري. تم الحصول على صور مُقربة للبقعة الحمراء . ثم انقطع الاتصال بالمركبة الفضائية عند مرورها خلف الكوكب. سمحت ببيانات الاحتجاب التفاعلي بقياس بنية درجة حرارة الهواء الخارجي، مُظهرًا انعكاسًا حراريًا بين ارتفاعات الضغط 10 و100 مليبار. تم تحديد درجة الحرارة عند مستوى 10 مليبار بين -133 و-113 درجة مئوية (140 إلى 160 كلفن؛ -207 إلى -171 درجة مئوية)، بينما تم تحديد درجة الحرارة عند مستوى 100 مليبار بين -183 و-163 درجة مئوية (90.1 إلى 110.1 كلفن؛ -297.4 إلى -261.4 درجة مئوية). تم تحديد القمر الصناعي كنقطة ضوء تحت الحمراء للكوكب، وأيضاً فكرة أن الكوكب يُشع حرارةً أكبر مما تستقبله من الشمس.
ثم أُعيدت صور هلالية للكوكب مع الابتعاد عن بايونير 10 عنه. مع النظرة إلى الفضاء نحو الخارج، تجاوزت مرة أخرى انطباعًا مغناطيسيًا للشراء. ونظرًا لأن هذه الجبهة دومينيك في الفضاء بسبب تفاعلها مع الريح الشمسية، فقد عبرت مكبر الصوت المنحني 17 مرة قبل أن تفلت تمامًا.

## صور التفطتها بيونير 10 للمشتري

Jupiter encounter images
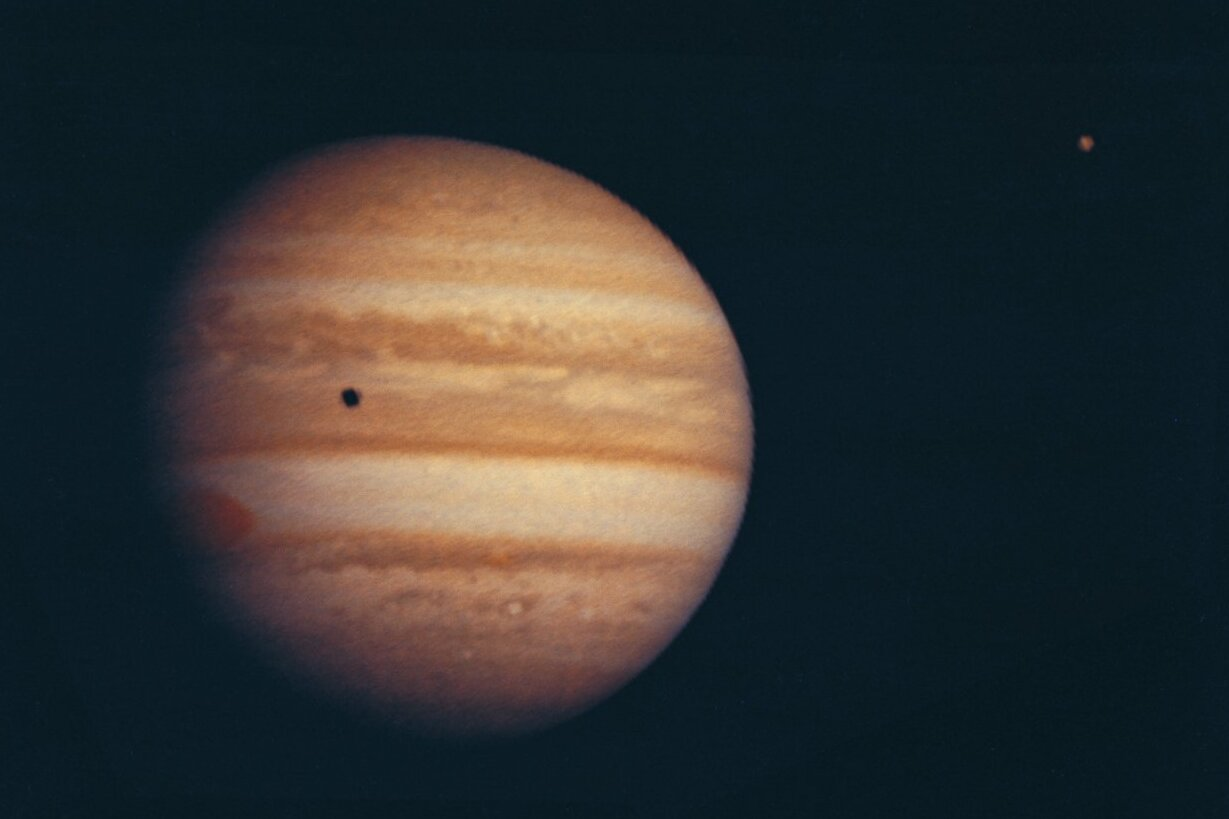
المشتي كما صورته Pioneer 10
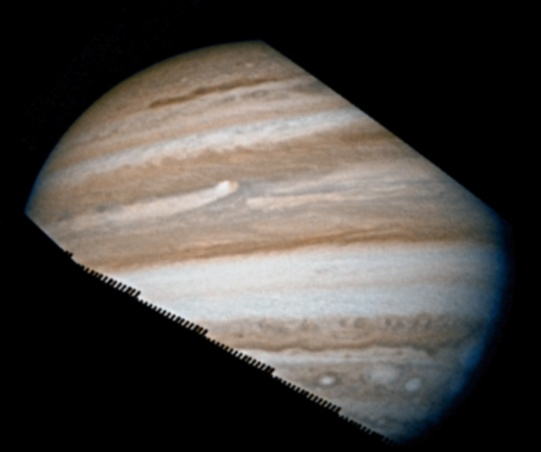
الاقتراب من المشتر كما صورته Pioneer 10
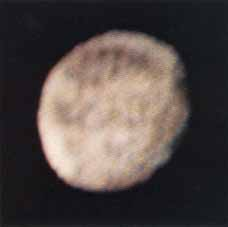
القمر جينياميد كما صورته بايونير 10
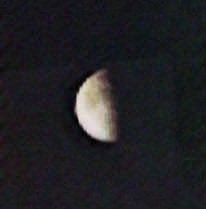
قمر المشتري "أوروبا" كما صوره بايونير 10.
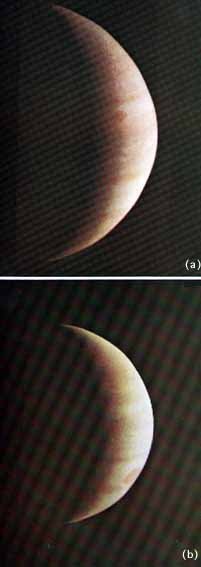
هلال المشتري كما صوره بايونير 10.

## الوضع في عام 2015
في عام 2015 أصبح بعد بيونير 10 عن الأرض نحو 10 مليارات كيلومتر ؛ وهي مسافة تعادل نحو 100 ضعف المسافة بين الشمس والأرض. ويسبقه فوياجر 1 الذي أطلق في عام 1977 حيث غادر المجموعة الشمسية ويصل بعده عنا
الآن (أكتوبر 2015) نحو 130 ضعف المساف بيننا وبين الشمس (أي 100 وحدة فلكية). ومن المتوقع أن يصل بعد 40.000 سنة إلى نجم قريب منا . أما فوياجر 2 وقد أطلق إيضا في عام 1977 فمن المتوقع أن يصل بعد 296.000 سنة إلى الشعرى اليمانية.